# Convent de les Claretianes (la Selva del Camp)
El Convent de les Claretianes o Convent de Sant Agustí és un antic convent protegit com a bé cultural d'interès local del municipi de la Selva del Camp a la comarca del Baix Camp.

## Descripció
És un convent amb església força alterada i amb claustre sense concloure. El més interessant de l'edifici són les dues ales renaixentistes del claustre, amb arcs de mig punt de pedra. La porta de l'església té frontó renaixentista entretallat, a la façana que dona a la plaça.

## Història
És un conjunt de convent i església de les darreries del segle xvi, amb claustre del segle xvii. El convent fou fundat pels frares agustins, i va servir des del passat segle de Casa-Missió i d'Exercicis per a clergues i seglars dirigits pels pares del Sagrat Cor i de Maria. Ha portat el nom del cardenal de Tarragona Arce Ochotorena. El 1822 fou exclòs de la dissolució de convents, i els agustins s'hi mantingueren fins al 1835. Per evitar-ne el saqueig fou habilitat com a hospital i parròquia. El 1846 servia com a magatzem per a la companyia minera La Bundanera. Fou ocupat pels jesuïtes del 1852 al 1854 i del 1860 al 1868 i pels claretians del 1868 al 1936, quan fou destruït. El 1939, que fou destinat a casa d'exercicis, se'n reconstruí el claustre i la galeria.
Abans de la fundació d'aquesta casa, la vila de la Selva del Camp feia temps que treballava per l'establiment d'un convent, sense determinar l'orde que es faria càrrec de fer realitat la iniciativa. El 1597 els carmelites descalços van fer passos en aquest sentit però finalment el 1598 es va fundar el convent de sant Agustí. Mentre s'aixecava el convent de nova planta, al costat del portal d'Avall, els agustins es van allotjar en una casa particular. Les obres de construcció es van allargar en el temps tant pel que fa a l'església com el claustre, acabat ja al segle xviii amb un pis superior. Un dels mecenes importants de la casa fou Rafael Ripollès (mort el 1635 i que tindria una intervenció decisiva en la fundació del convent de Sant Rafael), l'escut del qual figura a la façana. El 1811, arran de la invasió francesa, el lloc es va fortificar. Els agustins foren expulsats el 1835, moment en què va esdevenir hospital i parròquia. Més endavant el van ocupar els jesuïtes, els claretians i altres institucions religioses.
Al claustre, l'estiu s'hi celebra un festival de música de cambra.